# Antoine Jardet
 (septembre 2014).
Si vous disposez d'ouvrages ou d'articles de référence ou si vous connaissez des sites web de qualité traitant du thème abordé ici, merci de compléter l'article en donnant les références utiles à sa vérifiabilité et en les liant à la section « Notes et références ».
Antoine Jardet est un médecin et homme politique français né le 12 octobre 1824 à Seuillet (Allier), mort à Billy (Allier) le 17 juillet 1878. Il fut maire de Vichy dans les années 1870.

## Biographie
Son père est officier du Service de santé des armées. Il fait ses études au Petit séminaire d’Yzeure à côté de Moulins,  de 1838 à 1840, puis au lycée de Clermont-Ferrand. Bachelier ès lettres en 1844, il étudie ensuite à la faculté de médecine de Paris.
Le gouvernement lui propose un poste à Mondovi, province de Constantine, en Algérie. Puis il s’installe à Vichy. Il épouse alors Laure Fournier. Avec la dot de sa femme, il fonde le premier établissement de traitement hydrothérapique de la ville. Nommé administrateur des Hospices civils, médecin adjoint de l’Hôpital et du dispensaire.

## Mandats
- Maire de Vichy de 1870 à février 1874, puis du 11 mai 1876 au 20 janvier 1878.
- Conseiller général du canton de Varennes-sur-Allier à partir de 1872.